# 瀬戸市立陶原小学校
瀬戸市立陶原小学校（せとしりつ とうげんしょうがっこう）は、愛知県瀬戸市原山町1-3にある公立小学校。1873年9月12日開校。

## 地理
瀬戸市街地の南側にある。広大な敷地を持ち、運動場は上下二段となっている。本州に所在する小学校で一番広大な敷地の運動場である。北側には陶原台と呼ばれる森林があり、敷地の東側にはみどり台と呼ばれる竹林がある。

## 歴史
1873年（明治6年）9月12日、第三大学区第三中学区第五九番小学陶原学校として開校した。1969年（昭和44年）には現在地に移転し、1973年（昭和48年）には開校100周年を迎えた。2010年（平成22年）には体育館が新築された。

### 児童数の変遷
『愛知県小中学校誌』（2018年）によると、児童数の変遷は以下の通りである。
| 1947年（昭和22年） | 1103人 |  |
| 1957年（昭和32年） | 1191人 |  |
| 1967年（昭和42年） | 816人  |  |
| 1977年（昭和52年） | 1028人 |  |
| 1987年（昭和62年） | 801人  |  |
| 1997年（平成9年）  | 557人  |  |
| 2007年（平成19年） | 551人  |  |
| 2017年（平成29年） | 638人  |  |

## 著名な卒業生
- 鈴木淳司 - 衆議院議員
- 清水博 - 科学者